# 데이비드 파스퀘시

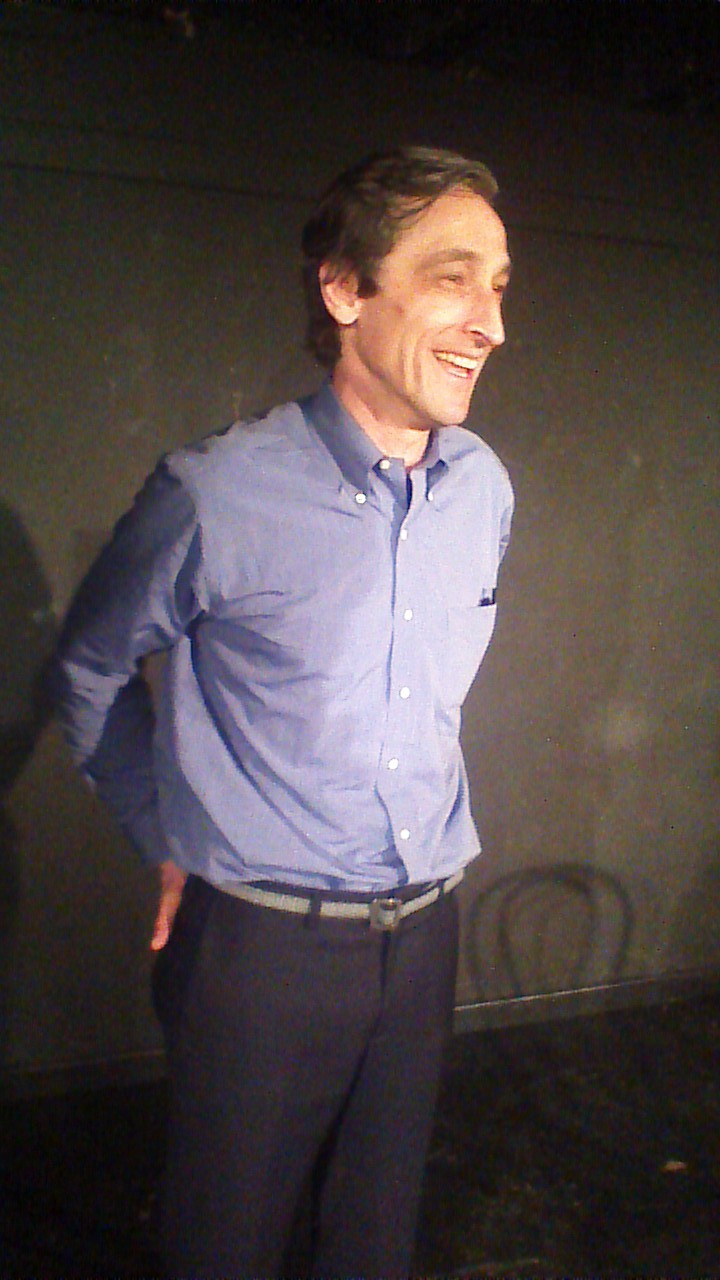

데이비드 패스쿠에이지(David Pasquesi, 1960년 12월 23일 ~ )는 미국의 배우, 각본가이다.
시카고에서 태어났다.

## 출연 작품

### 영화
- 사랑의 블랙홀 (1993) - 정신과 의사 역
- 체인 리액션 (1996) - 앨 밴제티 역
- 왓쳐 (2000) - 노턴 역
- 다시 사랑할까요 (2000)
- Nobody Knows Anything! (2003) - 지미 역 (각본 겸임)
- 이달의 우수사원 (2004, Employee of the Month) - 카일 러코파 역
- Strangers with Candy (2005)
- 아이스 하베스트 (2005)
- 헬베이비 (2013)
- Bloomin Mud Shuffle (2015)

### 텔레비전
- 커브 유어 엔수지애즘 (2002)
- 어코딩 투 짐 (2005) - 데이브 역
- 부통령이 필요해 (2013-19)
- Lodge 49 (2018-19)
- 북 오브 보바 펫 (2021-22)